# EuroHockey Nations Trophy (Feld, Damen) 2009
Die EuroHockey Nations Trophy (Feld, Damen) 2009 war die dritte Ausgabe der "B-EM". Sie fand vom 19. bis 25. Juli 2009 in Rom statt. Belgien und Italien stiegen in die "A-EM" auf, während Polen und Litauen in die "C-EM" abstiegen.

## Vorrunde

### Gruppe A
|    | Team       | Punkte | Sp | S | U | N | Tore | Gtore | Diff |
| -- | ---------- | ------ | -- | - | - | - | ---- | ----- | ---- |
| 1. | Italien    | 9      | 3  | 3 | 0 | 0 | 10   | 1     | +9   |
| 2. | Frankreich | 6      | 3  | 2 | 0 | 1 | 7    | 7     | 0    |
| 3. | Frankreich | 3      | 3  | 1 | 0 | 2 | 7    | 10    | −3   |
| 4. | Österreich | 0      | 3  | 0 | 0 | 3 | 4    | 11    | −7   |

 Frankreich 2:1  Belarus

 Italien 1:0  Polen

 Italien 5:0  Belarus

 Frankreich 4:2  Polen

 Frankreich 1:4  Italien

 Belarus 6:2  Polen

### Gruppe B
|    | Team    | Punkte | Sp | S | U | N | Tore | Gtore | Diff |
| -- | ------- | ------ | -- | - | - | - | ---- | ----- | ---- |
| 1. | Belgien | 9      | 3  | 3 | 0 | 0 | 8    | 2     | +6   |
| 2. | Wales   | 4      | 3  | 1 | 1 | 1 | 3    | 2     | +1   |
| 3. | Ukraine | 3      | 3  | 1 | 0 | 2 | 3    | 8     | −5   |
| 4. | Litauen | 0      | 3  | 0 | 0 | 3 | 5    | 7     | −2   |

 Ukraine 0:2  Wales

 Litauen 2:3  Belgien

 Belgien 1:0  Wales

 Litauen 2:3  Ukraine

 Ukraine 0:4  Belgien

 Litauen 2:2  Wales

## Gruppe C
Die Dritt- und Viertplatzierten der Gruppen A und B spielten in einer Gruppe um die beiden Abstiegsplätze. Jede Mannschaft spielte nur gegen die beiden Teams der anderen Gruppen. Die Ergebnisse der Spiele 3. Gruppe A gegen 4. Gruppe A und 3. Gruppe B gegen 4. Gruppe B gingen in die Tabelle ein.
|    | Team    | Punkte | Sp | S | U | N | Tore | Gtore | Diff |
| -- | ------- | ------ | -- | - | - | - | ---- | ----- | ---- |
| 1. | Belarus | 7      | 3  | 2 | 1 | 0 | 8    | 5     | +3   |
| 2. | Litauen | 7      | 3  | 2 | 1 | 0 | 8    | 5     | +3   |
| 3. | Polen   | 3      | 3  | 1 | 0 | 2 | 12   | 12    | +2   |
| 4. | Litauen | 0      | 3  | 0 | 0 | 3 | 4    | 14    | −10  |

 Polen 2:4  Ukraine

 Litauen 0:3  Belarus

 Polen 8:2  Litauen

 Belarus 1:1  Ukraine

## Halbfinale
Belgien 6:2  Frankreich

 Italien 2:2, 3:2 n. V.  Wales

## Spiel um Platz 3
Wales 1:0  Frankreich

## Finale
Italien 2:3  Belgien

## Endergebnis
| Platz | Land       |
| ----- | ---------- |
| 1.    | Belgien    |
| 2.    | Italien    |
| 3.    | Wales      |
| 4.    | Frankreich |
| 5.    | Belarus    |
| 6.    | Ukraine    |
| 7.    | Polen      |
| 8.    | Litauen    |